# Carbonero (U-Boot)
Die USS Carbonero (SS-/AGSS-337) war ein U-Boot der Balao-Klasse. Es wurde von der US Navy zum Ende des Zweiten Weltkriegs als Einheit der Pazifikflotte im Pazifik gegen Japan eingesetzt. Das Boot war das einzige Schiff der US Navy, welches den Namen Carbonero trug. Der Name ist die spanische Bezeichnung für den Kurzflossen-Mako, einem Fisch aus der Gattung der Makohaie.

## Technik und Bewaffnung
Die Carbonero war ein diesel-elektrisches Patrouillen-U-Boot der Balao-Klasse. Die Balao-Klasse wurde gegenüber der Gato-Klasse nur geringfügig verbessert und war wie jene für lange offensive Patrouillenfahrten im Pazifik ausgelegt. Insbesondere die Tauchtiefe wurde, basierend auf den Erfahrungen während des Krieges gegen Japan, vergrößert und der Innenraum modifiziert. Äußerlich und in ihren Dimensionen glichen sich die Boote beider Klassen weitgehend.

### Technik
Die Carbonero war 95 Meter lang und 8,3 Meter breit, ihr Tiefgang betrug maximal 5,1 Meter. Aufgetaucht verdrängte sie 1526 tn. l., getaucht 2424 ts. Der Antrieb erfolgte durch vier 16-Zylinder-Dieselmotoren von General Motors, Modell 16-278A, die je 1000 kW (1350 PS) Leistung brachten. Unter Wasser wurde das U-Boot durch vier Elektromotoren mit insgesamt 2740 PS angetrieben, die ihre Energie aus zwei 126-zelligen Akkumulatoren vom Typ Sargo bezogen. Die Motoren gaben ihre Leistung über ein Getriebe an zwei Wellen mit je einer Schraube ab. Die Geschwindigkeit betrug aufgetaucht maximal 20,25 Knoten, getaucht erreichte die Carbonero noch 8,75 Knoten. Die maximal mögliche Tauchzeit betrug 48 Stunden, die maximale Konstruktionstauchtiefe lag bei 120 Metern. In den Treibstofftanks konnten 440 Kubikmeter Dieselkraftstoff gebunkert werden, damit hatte das Boot einen Fahrbereich von 11.000 Seemeilen bei 10 Knoten.

### Bewaffnung
Die Hauptbewaffnung der Carbonero bestand aus zehn 533-mm-Unterwasser-Torpedorohren, sechs im Bug, vier achtern, für die bis zu 24 Torpedos an Bord mitgeführt werden konnten. Hinter dem Turm war ein 5-Zoll-Deckgeschütz mit 25 Kalibern Rohrlänge montiert. Auf dem Wintergarten waren eine 20-mm-Oerlikon-Maschinenkanone (hinten) und eine 40-mm-FlaK (vorne) untergebracht. Zusätzlich konnten zwei 12,7-mm-Maschinengewehre bei Bedarf an diversen Positionen des Schiffs montiert und nach Gebrauch wieder im Boot verstaut werden. Zur Ortung feindlicher Schiffe verfügte die USS Carbonero über ein JK/QC- und ein QB-Sonar unter dem Bug, an Deck waren JP-Hydrophone installiert. Am ausfahrbaren Elektronikmast war ein SD-Radar mit 20 Seemeilen Aufklärungsreichweite zur Ortung feindlicher Flugzeuge angebracht, zusätzlich verfügte das U-Boot über ein SJ-Oberflächensuchradar mit etwa zwölf Seemeilen Reichweite. Im getauchten Zustand konnte über das am Periskop angebrachte ST-Radar mit acht Seemeilen Reichweite ebenfalls eine Ortung feindlicher Schiffe erfolgen.
Im Zuge der Modernisierung des U-Bootes im Rahmen des Fleet Snorkel Program wurden 1951 alle Rohrwaffen von Bord gegeben. Stattdessen erhielt die Carbonero zu Testzwecken zeitweilig ein Raketenstartgerät zum Starten von Lenkflugkörpern des Typs JB-2 Loon. Diese war eine amerikanische Weiterentwicklung der deutschen Fieseler Fi-103, besser bekannt als V-1. Die Carbonero war nach der USS Cusk (SS-348) das zweite Boot, das für diesen Zweck eingesetzt wurde. Die Tests mündeten schließlich in das Regulus-Programm, an dem die Carbonero ebenfalls teilnahm. Hierzu erhielt sie allerdings keine eigene Bewaffnung mit Flugkörpern. Stattdessen wurde sie mit Leitsystemen zur Steuerung von Flugkörpern des Typs SSM-N-8A Regulus ausgestattet. Aufgabe des Bootes war die Übernahme der Steuerung, nachdem der Flugkörper außer Sicht- und Steuerungsreichweite des abschießenden Schiffes flog.

### Modernisierung zumFleet Snorkel
Wie einige ihrer Schwesterschiffe wurde die Carbonero 1951 modernisiert, wobei Erkenntnisse aus der Untersuchung erbeuteter deutscher U-Boote, insbesondere der U-Boot-Klasse XXIII, berücksichtigt wurden. Da das daraus resultierende Greater Underwater Propulsion Power Program (kurz: GUPPY) umfangreiche Umbauten vorsah, waren die Kosten nicht unerheblich. Die US Navy konnte nur eine begrenzte Anzahl U-Boote vollständig modernisieren. Neben dem GUPPY-Programm gab es daher als weiteres Programm das so genannte Fleet-Snorkel-Program. Die entsprechend umgerüsteten U-Boote erhielten nur die grundlegendsten Verbesserungen aus dem GUPPY-Programm. Hierzu gehörte der Einbau eines Schnorchels in den Turm des Bootes, der die Unterwasserfahrt auf Sehrohrtiefe mit Dieselantrieb ermöglichte. Außerdem wurde der Turm stromlinienförmig umgestaltet. Alle Rohrwaffen wurden zudem vom Boot entfernt. Aufbauten auf Deck wurden fast vollständig entfernt, um den Bootskörper strömungsgünstiger zu gestalten.

## Einsatzgeschichte
Das U-Boot mit der Nummer SS-337 wurde am 16. Dezember 1943 bei Electric Boat in Groton, Connecticut auf Kiel gelegt. Der Stapellauf und die Taufe erfolgten am 15. Oktober 1944. Taufpatin des U-Bootes war Mrs. S. S. Murray. Die Indienststellung erfolgte am 7. Februar 1945. Erster Kommandant der Carbonero war Commander Charlton L. Murphy, Jr.

### Zweiter Weltkrieg
Am 21. März 1945 verließ die USS Carbonero den Hafen von New London, Connecticut und begann mit dem Einfahren der Besatzung. Von Key West aus absolvierten Boot und Besatzung Übungen an der Fleet Sonar School vor der Küste Floridas. Anschließend erfolgte die Ausbildung im Umgang mit der Torpedowaffe, bevor die Carbonero vom Panamakanal aus Kurs auf Hawaii nahm. Am 9. Mai lief sie schließlich in Pearl Harbor ein.
Während des Zweiten Weltkrieges absolvierte die Carbonero zwei Feindfahrten auf dem pazifischen Kriegsschauplatz. Eine davon wurde als erfolgreich bewertet.
Am 26. Mai lief die Carbonero zu ihrer ersten Feindfahrt aus. Vor Formosa kreuzte sie in den ihr zugewiesenen Seegebieten und diente dort überwiegend als Rettungsschiff für abgestürzte Piloten der US Navy. Erfolge erzielte sie dabei keine. Die Feindfahrt endete am 8. Juli im Stützpunkt Subic Bay auf den Philippinen. Von dort brach die Carbonero am 4. August 1945 zu ihrer zweiten Feindfahrt auf. Einsatzgebiet war der Golf von Siam. Nach dem Waffenstillstand am 15. August kehrte sie zurück nach Subic Bay, wo sie am 19. August einlief. Während dieser Kriegspatrouille erzielte die Carbonero einige Erfolge gegen kleinere feindliche Schiffe. Am 10. August 1945 griff sie vor der malaiischen Küste zwei kleine Segelschiffe an und versenkte diese durch Artilleriebeschuss. Ein weiterer Segler folgte noch am gleichen Tag. Am 11. und am 12. August versenkte Carbonero erneut je ein kleines Segelschiff. Am 13. August folgten zwei weitere und das Letzte wurde am 14. August vernichtet. Insgesamt versenkte die Carbonero vier Schoner, zwei Sampane und zwei Dschunken, einige kleine Überbleibsel der japanischen Handelsflotte in der Endphase des Krieges.

### Nachkriegszeit und Kalter Krieg

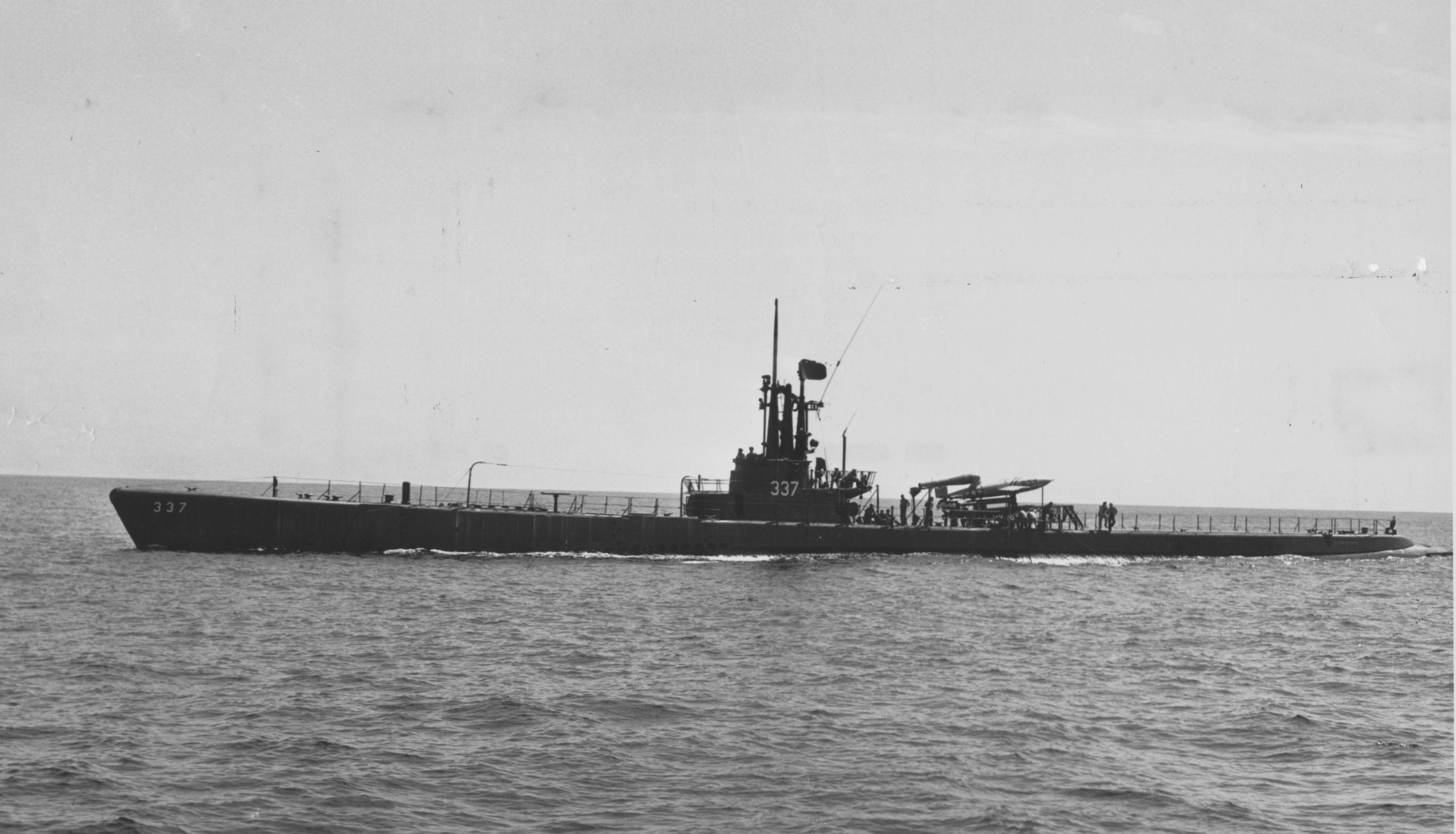
USS Carbonero (SS-337) mit startbereitem JB-2-Loon-Flugkörper

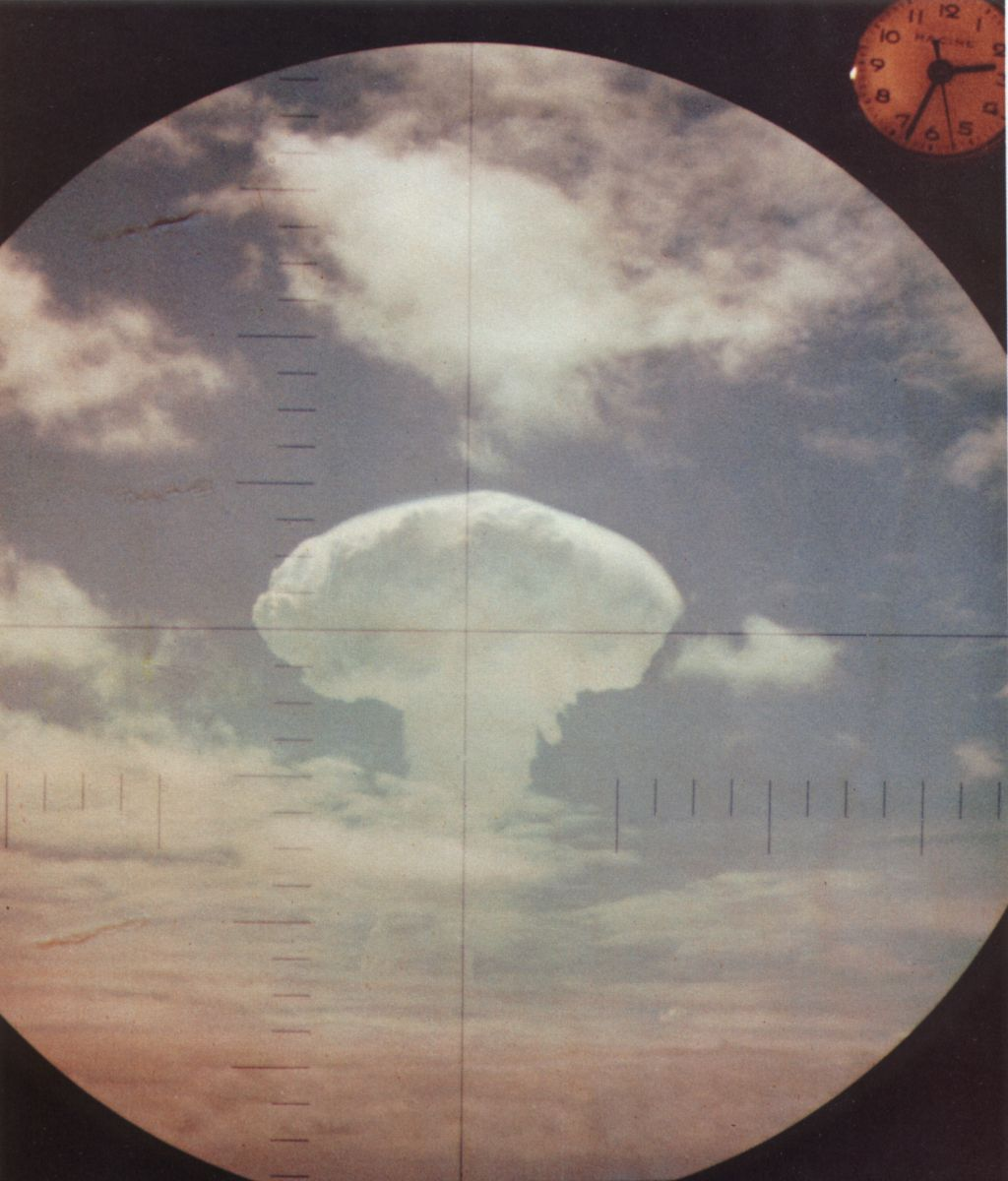
Der Frigate-Bird-Atomwaffentest, aufgenommen durch das Periskop von USS Carbonero

Nach der Kapitulation Japans wurde die Carbonero nach Seattle beordert, wo sie am 22. September 1945 einlief. Es folgten in den folgenden zwei Jahren Einsätze vor der Westküste der Vereinigten Staaten und Patrouillenfahrten in ostasiatischen Gewässern. Ab 1947 wurde die Carbonero als Versuchsschiff im Rahmen des Guided Missile Program eingesetzt. 1949 erhielt sie dazu eine Startvorrichtung für den JB-2-Loon-Lenkflugkörper. Diesen aus der deutschen V-1 entwickelten Vorläufer moderner Marschflugkörper konnte das Boot in Überwasserfahrt abschießen und über eine einfache Steuerung in Richtung Ziel lenken. Außerdem konnte das U-Boot als Flugkörperleitschiff auch von anderen Schiffen abgefeuerte Flugkörper steuern, nachdem das abfeuernde Schiff diese wegen der zunehmenden Entfernung nicht mehr selbst steuern konnte. Ihr Einsatzgebiet lag in der Regel vor der Küste Kaliforniens, gelegentlich auch bei den Hawaiiinseln.
Im Rahmen des Programms zur Modernisierung der U-Boote der US Navy, wurde die Carbonero 1951 mit den einfachsten und kostengünstigsten Verbesserungen zu einem Fleet Snorkel umgebaut. Diese zielten vor allem auf verbesserte Eigenschaften bei Unterwasserfahrt ab. Von 1952 bis 1957 war die Carbonero in Pearl Harbor stationiert. Sie war maßgeblich an der Entwicklung und Einsatzerprobung des Regulus-Flugkörpers beteiligt. Sie besaß aber keine eigene Startvorrichtung für die Regulus. Aufgabe des Bootes war die Übernahme der Steuerung, nachdem der Flugkörper außer Sicht- und Steuerungsreichweite des abschießenden Schiffes flog. Sie diente weiter als Flugkörperleitschiff, bis im Frühjahr 1962 die Flugkörperleitsysteme entfernt wurden. In dieser Zeit sah das Boot zudem mehrere längere Einsatzfahrten in die Arktis (1957) und nach Ostasien (1958 und 1959–60). Bei den letztgenannten Fahrten unterstützte sie die Ausbildung japanischer und südkoreanischer Streitkräfte und lief Häfen in Japan und auf den Philippinen an.
Nach dem Ausbau der Flugkörperleitsysteme war die Carbonero auf dem gleichen Ausrüstungsstandard wie die anderen Fleet Snorkel und wurde im gleichen Aufgabenspektrum eingesetzt. Kurz nach dem Umbau 1962 nahm sie noch einmal an einem Raketentest teil. In diesem Fall handelte es sich um die Operation Dominic. Nahe Kiritimati detonierte ein Atomsprengkopf, den ein von der USS Ethan Allen abgefeuerter Polaris-Flugkörper ins Zielgebiet brachte. Die Carbonero befand sich dabei nur etwa 30 Seemeilen vom Ort der Explosion entfernt. Operation Dominic ist der einzige Test dieser Art in der US-Geschichte gewesen.
In den 1960er Jahren nahm die Carbonero mehrfach an Tests mit biologischen Waffen im Pazifik teil. Während des Vietnamkrieges absolvierte die mittlerweile technisch veraltete USS Carbonero noch einmal Kriegseinsätze als Rettungsschiff für in Seenot geratene Piloten der US Navy, bis sie am 1. Dezember 1970 außer Dienst gestellt wurde.

## Liste der Kommandanten
- Charlton L. Murphy, US Navy, 7. Februar 1945 – 28. Dezember 1945
- Talbot E. Harper, US Navy, 28. Dezember 1945 – 30. Juni 1948
- Albert E. Strow, US Navy, 30. Juni 1948 – 6. Januar 1950
- Roy G. Anderson, US Navy, 6. Januar 1950 – 24. Oktober 1951
- Walter P. Murphy, US Navy, 24. Oktober 1951 – 30. September 1953
- James O. House, US Navy, 30. September 1953 – 17. September 1955
- Harry L. Milhan, US Navy, 17. September 1955 – 31. Mai 1957
- Elwin C. Maupin, US Navy, 31. Mai 1957 – 2. Mai 1959
- Robert A. Page, US Navy, 2. Mai 1959 – 30. Januar 1961
- Robert H. Koehler, US Navy, 30. Januar 1961 – 6. Februar 1963
- John E. Jarvies, US Naval Reserve, 6. Februar 1963 – 5. Dezember 1964
- Thomas R. Eagye II, US Navy, 5. Dezember 1964 – 9. September 1965
- Horace M. Leavitt, Jr., US Navy, 9. September 1965 – 27. Juli 1967
- Kenneth J. Riley, US Navy, 27. Juli 1967 – 25. April 1969
- Joseph J. Dunn, US Navy, 25. April 1969 – 1. Dezember 1970[13]

## Verbleib

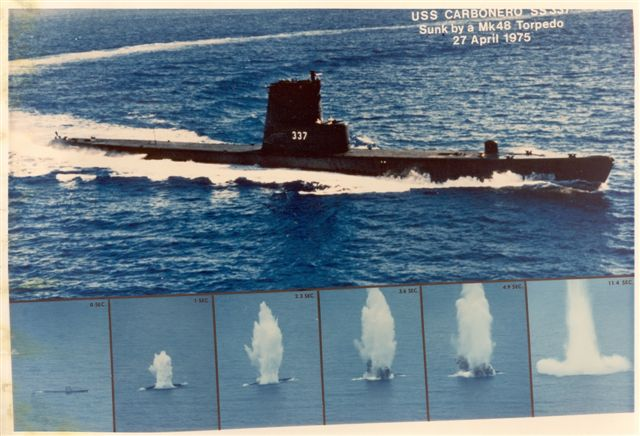
Versenkung der ausgemusterten Carbonero am 27. April 1975

Am 27. April versenkte das Atom-U-Boot Pogy (SSN-647) die als Zielschiff dienende Carbonero mit einem Mark-48-Torpedo mit akustischem Suchkopf.

## Auszeichnungen
Die USS Carbonero erhielt für ihre Einsätze im Zweiten Weltkrieg einen Battle Star verliehen. Ihre zweite Feindfahrt im Zweiten Weltkrieg wurde als erfolgreich bewertet.